# Lago Zancone
Il lago Zancone è un lago alpino posto a 1.856 m di quota in val Gerola, all'interno del Parco delle Orobie Valtellinesi, in provincia di Sondrio.